# 日本郵政株式会社、郵便貯金銀行及び郵便保険会社の株式の処分の停止等に関する法律
日本郵政株式会社、郵便貯金銀行及び郵便保険会社の株式の処分の停止等に関する法律（にほんゆうせいかぶしきがいしゃ、ゆうびんちょきんぎんこうおよびゆうびんほけんがいしゃのかぶしきのしょぶんのていしとうにかんするほうりつ、平成21年12月11日法律第100号）は、郵政民営化の手続き凍結に関する日本の法律である。
2009年（平成21年）12月11日に公布された。郵政民営化は総務省情報流通行政局郵政行政部企画課の所管だが、本法律は日本郵政グループに対して株主としての権利を主張する財務省理財局国有財産調整課が主務官庁で、総務省は連携にとどまる。

## 概要
国が日本郵政（旧・日本郵政公社）、ゆうちょ銀行、かんぽ生命保険の三社の株式売却を凍結することで郵政民営化を当面の間凍結し、また凍結中に郵政民営化の見直しを行うことを規定している。

同法には、株式の他に、『かんぽの宿問題』で注目を浴びた【かんぽの宿】【メルパルク】など旧・郵政省時代から所有してきた不動産についても、郵政民営化の見直しが策定されるまで、外部への売却が凍結することが盛り込まれている。

## 推移
反郵政民営化を訴え続けてきた国民新党が中心となって、法案提出を唱え、国民新党との連携を重視する民主党と共に参議院へ提出した。
2007年（平成19年）12月12日に参議院本会議で採決され、与党反対・野党賛成によって可決され、衆議院に送付された。この採決では2005年（平成17年）の郵政国会で自民党に在籍もしくは提携している郵政造反組の投票が注目されたが、荒井広幸と藤井孝男は反対、衛藤晟一は棄権している。
その後、2009年（平成21年）の第45回衆議院議員総選挙において自民党と公明党が野党に転落し、民社国連立政権が誕生したことに伴い10月20日に郵政民営化の見直しに関する基本方針が閣議決定された。
第173回国会に内閣法案として再度、株式売却の凍結法案（日本郵政株式会社、郵便貯金銀行及び郵便保険会社の株式の処分の停止等に関する法律案）を提出。臨時国会会期末の2009年12月4日、郵政株売却凍結法案として可決成立した。
2012年（平成24年）5月8日、郵政民営化の一部見直しを規定した「郵政民営化法等の一部を改正する等の法律（平成24年法律第30号）」の公布（一部施行）に伴い、同法第5条第2号の規定により本法は廃止された。

## その他
2002年、当時の自由党が郵便貯金と簡易保険事業は12年後までに完全民営化する郵政事業改革基本法案を提出したことがある。